# Pierre François Pinet
Pierre François Pinet, né à Périgueux en France le 10 novembre 1660 et mort le 1er août 1702 à Rivière des Pères, est un jésuite français, missionnaire en Nouvelle-France.